# جسم بی خون
«جسم بی خون» (به انگلیسی: Flesh Without Blood) ترانه‌ای از موسیقی‌دان کانادایی گرایمز می‌باشد که در ۲۶ اکتبر سال ۲۰۱۵ به‌عنوان تک‌آهنگ اصلی چهارمین آلبوم استودیویی وی تحت عنوان فرشتگان هنر (۲۰۱۵) منتشر گردید. وی در همان روز ویدئویی بر روی یوتیوب تحت نام «جسم بی خون/زندگی در رؤیای شفاف» منتشر کرد که موزیک ویدئوی ترانه‌های «جسم بی خون» و ترانهٔ دیگری از فرشتگان هنر یعنی «زندگی در رؤیای شفاف» بود.

## استفاده در رسانه‌ها
از این ترانه در قسمت ۳ فصل ۴ آقای ربات «خطای ممنوعه ۴۰۳» استفاده شده‌است.